# Colmenar
Colmenar – gmina w Hiszpanii, w prowincji Malaga, w Andaluzji, o powierzchni 65,95 km². W 2011 roku gmina liczyła 3624 mieszkańców.